# Juan-Ramón Capella Hernández
Juan-Ramón Capella Hernández (Barcelona, 1939 - 23 de gener de 2024) fou un catedràtic emèrit de Filosofia del Dret, Moral i Política de la Universitat de Barcelona. Pertanyent al cercle de Manuel Sacristán, va introduir en la filosofia jurídica espanyola tant la filosofia analítica (amb "El derecho como lenguaje", Ariel, Barcelona, 1968) com un filosofar de matriu "marxiana" (entre d'altres, amb "Materiales para una crítica de la filosofía del Estado", Fontanella, Barcelona, 1976; "Entre sueños", Icaria, Barcelona, 1985; "Los ciudadanos siervos", Trotta, Madrid, 1993; "Grandes esperanzas", Trotta, Madrid, 1996; "Entrada en la barbarie", Trotta, Madrid, 2007). El seu pensament és analític i crític. En l'àmbit de la filosofia política desenvolupa un treball de desvetllament de la natura, les funcions i les manifestacions ideològiques de l'Estat i del Poder, així com de les conseqüències jurídiques, polítiques i socials de la globalització.
Com a filòsof del dret va desenvolupar un tractament històrico-crític dels conceptes jurídics bàsics en les seves obres "Fruta Prohibida", Trotta, Madrid, 2008 i "Elementos de análisis jurídica", Trotta, Madrid, 1999. D'altra banda ha escrit pàgines amb fort accent literari en la biografia de Manuel Sacristán, "La práctica de Manuel Sacristán", Trotta, Madrid, 2005, o en les seves memòries sota el franquisme, "Sin Ítaca". Memorias 1940-1975, Trotta, Madrid, 2011. Forma part de la redacció de la revista "Mientras tanto" des de la seva fundació. Mostren els seus interessos culturals les seves traduccions de Gramsci, Russell, Marcuse, Goldmann, Geymonat, Deutscher, Nadeau, Le Corbusier i molts altres autors, entre ells, publicats per Editorial Trotta, P.P. Pasolini, Simone Weil, C.B. MacPherson, Rosa Rossi, C. Castoriadis i F. Ciaramelli.

## Obra
- El derecho como lenguaje, Ariel, Barcelona, 1968.
- Impolíticos jardines. Ensayos sobre política y cultura, Trotta, Madrid, 2016.
- Sin Ítaca. Memorias: 1940-1975, Trotta, Madrid, 2011.
- Entrada en la barbarie, Trotta, Madrid, 2007.
- La práctica de Manuel Sacristán. Una biografía política, Trotta, Madrid, 2005.
- Los ciudadanos siervos (3ª ed.), Trotta, Madrid, 2005.
- El aprendizaje del aprendizaje (4ª ed.), Trotta, Madrid, 2004.
- Las sombras del sistema constitucional español (editor), Trotta, Madrid, 2003.
- Fruta Prohibida. Una aproximación histórico-teorética al estudio del derecho y del estado (5ª ed. revisada y ampliada), Trotta, Madrid, 2008.